# Tiberius Claudius Parthenius
Tiberius Claudius Parthenius war Günstling, Kämmerer (cubicularius) und schließlich einer der Mörder des römischen Kaisers Domitian.
Sehr wahrscheinlich war Tiberius Claudius Parthenius zunächst kaiserlicher Sklave und dann Freigelassener des Kaisers Nero. Er stand bei Domitian in hoher Gunst, sogar das Tragen eines Schwertes wurde ihm gestattet. Er war Förderer des Dichters Martial, der auch an mehreren Stellen die hohe Gunst bezeugte, in der Claudius Parthenius bei Domitian stand. So sollte er Martials Werk (Buch V der Epigramme) auch dem Kaiser weiterleiten, wovon sich Martial eine noch bessere Förderung erhoffte. Von seinem Gönner erhielt der Dichter mehrfach teure Geschenke. Parthenius war selbst Dichter, wie Martial überliefert, hatte jedoch nur wenig Zeit, diesem Interesse nachzugehen. Er war Vater eines Sohnes mit dem Namen Burrus, weshalb die Angabe bei Orosius, er sei Eunuch gewesen, nicht haltbar ist.
Da Domitian jedoch zunehmend despotischer wurde und auch der innere Kreis seiner Untergebenen und Günstlinge in Gefahr geriet, beteiligte sich Claudius Parthenius an einer Verschwörung gegen den Kaiser, bei der er zur zentralen Figur wurde und neben seinem Freigelassenen Maximus am 18. September 96 den Mord auch durchführte. Danach schaffte er es gemeinsam mit dem Prätorianerpräfekten Titus Petronius Secundus Nerva zu überzeugen, den Kaiserthron zu besteigen. Zunächst stand Parthenius auch beim neuen Kaiser weiterhin in hoher Gunst, was weitere Versuche Martials zeigen, dem neuen Kaiser neue Werke des Dichters zu übergeben. Auf Drängen der Prätorianer musste Nerva Parthenius jedoch wohl im Jahr 97 fallen lassen und Parthenius wurde von diesen grausam zu Tode gefoltert.
Nach Ludwig Friedländer und Georg Lippold ist auch eine Stelle bei Juvenal. auf ihn als Empfänger von Silbergeschirr zu beziehen, nicht auf einen angeblichen Toreuten Parthenius als Hersteller.